# Granatagölen
Granatagölen är en sjö i Vetlanda kommun i Småland och ingår i Emåns huvudavrinningsområde. Sjön är 14,5 meter djup, har en yta på 0,029 kvadratkilometer och är belägen 204 meter över havet.